# 広島中央薬局
株式会社広島中央薬局（ひろしまちゅうおうやっきょく）は、かつて存在した医薬品・一般用医薬品・化粧品の卸売・小売を中心とする広島市の企業。
卸部門は、現在アルフレッサ ホールディングスグループの一社「ティーエスアルフレッサ」である。
現在は小売・調剤専門店であり、2019年よりツルハホールディングス傘下となった。
2025年2月1日、ツルハグループドラッグ&ファーマシー西日本に合併し解散した。

## 概要・沿革
1946年（昭和21年）4月、上海から引き揚げてきた山吉胎二が、母の山吉操の薬種店（広島市白島九軒町）を引き継ぎ、「広島薬品商会」として、兄の雙一とともに広島市八丁堀に開業。開業医・郵政局・財務局・国税局・市役所に主に商品を卸していた。
1950年（昭和25年）1月｢有限会社広島中央薬品商会」と商号変更。1952年（昭和27年）11月「有限会社広島中央薬局」と商号変更する。
1964年（昭和39年）10月、資本金1,000万円に増資し、中外製薬の働きかけで卸部門の営業権を「富士薬品」へ譲渡する。従業員の40名中20名は中央薬局に残り、八丁堀の店舗は小売り専門となった。
2019年（平成31年）1月、ツルハホールディングスの「ツルハグループドラッグ&ファーマシー西日本」（ウォンツ）が全株を取得し同社の子会社となった。営業中の2店舗はそのまま存続する。

## 卸部門の主な取引メーカー
- 中外製薬
- 三共
- 山之内製薬
- 和光堂
- 明治商事
- 台糖ファイザー
- 田辺製薬
- 小野薬品